# Wilhelm Vorsager
Wilhelm Vorsager (Baden bei Wien, 29 juni 1997) is een Oostenrijks voetballer die doorgaans als defensieve middenvelder speelt. In 2017 maakte hij de overstap van de jeugd van Admira Wacker naar het eerste elftal.

## Clubcarrière
Vorsager begon zijn carrière bij de jeugd van Admira Wacker alwaar hij in 2017 de overstap naar het eerste elftal maakte. Op 16 december 2017 maakte Vorsager zijn debuut in de Bundesliga. In de eigen BSFZ-arena werd met 3–1 gewonnen van SC Rheindorf Altach. Vorsager was auteur van het eerste doelpunt in de 54ste minuut. Ruim een kwartier later werd Vorsager vervangen ten voordele van Marcus Maier. Op 26 juli 2018 maakte Vorsager zijn Europees debuut in de kwalificatiewedstrijd van de Europa League tegen CSKA Sofia. De wedstrijd werd met 3–0 verloren.

## Clubstatistieken
| Seizoen     | Club          | Competitie  | Competitie | Competitie | Beker | Beker | Internationaal | Internationaal | Totaal | Totaal |
| Seizoen     | Club          | Competitie  | Wed.       | Dlp.       | Wed.  | Dlp.  | Wed.           | Dlp.           | Wed.   | Dlp.   |
| ----------- | ------------- | ----------- | ---------- | ---------- | ----- | ----- | -------------- | -------------- | ------ | ------ |
| 2017/18     | Admira Wacker | Bundesliga  | 11         | 1          | —     | —     | —              | —              | 11     | 1      |
| 2018/19     | Admira Wacker | Bundesliga  | 16         | 2          | 1     | 0     | 2              | 0              | 19     | 2      |
| Club totaal | Club totaal   | Club totaal | 27         | 3          | 1     | 0     | 2              | 0              | 30     | 3      |

Bijgewerkt op 25 januari 2019

## Interlandcarrière
Vorsager doorliep verschillende jeugdploegen van het nationale elftal.